# 布萊恩·博伊塔諾
布萊恩·安東尼·博伊塔諾（Brian Anthony Boitano，1963年10月22日—），美國花式滑冰運動員，出身加州。他是1988年冬季奧運會男子單人滑冠軍，1986、1988年世界錦標賽冠軍，以及1985至1988年美國錦標賽冠軍。他在1988年轉為職業滑冰運動員，但在1993年回歸競技賽事，於1994年冬季奧林匹克運動會得到男子單人滑第六名。

## 滑冰生涯

### 早年
博伊塔諾生於加州山景城，在森尼韋爾長大，畢業於森尼韋爾的瑪莉·Ａ·派特森高中。
1978年，博伊塔諾擊敗布萊恩·奧瑟得到世界青少年花式滑冰錦標賽銅牌，這是他第一次在國際賽事得名。
1982年，博伊塔諾成為第一個完成三周半跳的美國運動員。1984年，他在美國錦標賽中得到亞軍，獲得參加1984年冬季奧運會的機會。他在該次冬奧位列第五，為後來幾年的成功殿定基礎。 

### 世界冠軍
隨著1984年冬奧男子單人滑冠軍斯科特·漢密爾頓退役，其他選手總算有望在世界級賽事奪冠。
博伊塔諾得到1985年美國錦標賽冠軍，這是他四面美錦賽金牌中的第一面。在後漢密爾頓時代的第一次世錦賽中，蘇聯的亞歷山大·法捷耶夫成為冠軍，亞軍是布萊恩·奧瑟，博伊塔諾乃是季軍。1986年美國錦標賽前幾週，博伊塔諾右腳踝肌腱受傷，但他仍參賽並衛冕冠軍。在1986年世錦賽中，法捷耶夫自由滑嚴重失誤，博伊塔諾終於奪冠，而奧瑟再度位居亞軍。
接下來的1986至87賽季，博伊塔諾在節目中加入兩個元素：「塔諾三周勾手跳」（在這個動作中，他將自己的左臂舉過頭頂），以及四周跳。「塔諾三周勾手跳」成為他的招牌動作，然而他從未成功在賽事中完成四周跳。1987年世錦賽於辛辛那堤舉行，博伊塔諾有主場優勢。這場賽事的結果更被認為將為下賽季的奧運定下基調。博伊塔諾卻因四周跳雙足落冰的失誤嘗試無法衛冕，而列居亞軍。
在主場把世屆冠軍頭銜輸給奧瑟之後，博伊塔諾和他的教練琳達·利亞維爾（Linda Leaver）決定改變策略，以便進軍奧運。博伊塔諾早年以跳躍能力聞名，和幾個同時期的運動員推進了男子單人滑的技術，還曾說自己是「跳躍機器」。他的技術分總是不錯（第一分數），但藝術分較低（第二分數）。為了在藝術面有所成長，他找了編舞家桑德拉·白齊克來編1987至88賽季的節目。
白齊克編的兩個節目劃出線條乾淨，能讓180公分高的博伊塔諾展現滑冰能力。短節目音樂出自賈科莫·梅耶貝爾譜的芭蕾舞劇《滑冰者（Les Patineurs）》，博伊塔諾扮演一個傲然炫技的年輕人，部分動作還利用了這項運動歷史可回溯到十九世紀的特點。在其中一個著名的動作中，剛完成三周半跳的博伊塔諾擦掉冰刀上的冰屑並將之拋到肩後。自由滑則選用默片《拿破崙》配樂，敘說軍人生涯的各個階段。
博伊塔諾的新節目於1987年加拿大盃初次亮相，受到觀眾起立歡呼。該屆加拿大盃於加拿大亞伯達省卡加利豐業銀行馬鞍體育館舉行，也就是三個月後他與奧瑟競逐奧運冠軍的場地。雖然這場比賽最後奧瑟奪冠，博伊塔諾表演也零失誤：他完成七個三周跳，包括一個步法接跳躍。博伊塔諾、利亞維爾與白齊克對這組新節目的力量深具信心，即便略去了四周跳——假使四周跳成功，將拉大與奧瑟的技術分差距。
1988年的美國錦標賽中，博伊塔諾的短節目是一大亮點。九位評審中，有八位都把技術分打了滿分。然而，他的自由滑並不完美。因為比賽延遲，他直到午夜之後才表演。即便如此，博伊塔諾仍贏得冠軍，與奧瑟同樣頂著全國冠軍的頭銜參加奧運。

### 1988年冬奧：布萊恩之戰
1988年冬季奧運會的布萊恩之戰是博伊塔諾業餘生涯的一大亮點。博伊塔諾與奧瑟都有世界冠軍頭銜，並且皆有優秀且平衡的劇目——博伊塔諾被認為技術較佳，奧瑟則較有藝術性。更在人尋味的是，在這場較勁之中，兩人的節目都是軍事主題。
在規定圖形比賽中，法捷耶夫名列第一，博伊塔諾第二，奧瑟則是第三；短節目中，奧瑟第一，博伊塔諾第二。當時自由滑的分數占總成績百分之五十，因此若是博伊塔諾在自由滑中失手，就難以奪冠。最後博伊塔諾的自由滑完美演出，技術層面表現十分優秀，包含八個三周跳、兩個艾克索跳以及一個三周－三周聯合跳躍。奧瑟在跳躍方面出了小問題，並且空了第二個三周半跳。博伊塔諾以5–4比的優勢贏得這場戰爭，奪下奧運金牌。他當時穿的那雙貼有美國國旗的冰鞋，現在是史密森尼學會國立美國歷史博物館藏品的一部分。
奧運會後，奧瑟與博伊塔諾都參加了世界錦標賽，博伊塔諾再度勝利，並在稍後轉為職業運動員。

### 職業生涯與重返業餘賽場
轉職業後，博伊塔諾稱霸職業賽場，連續贏得十場職業比賽，包括連五年奪得職業世錦賽冠軍，四度連霸挑戰盃（Challenge of Champions）。博伊塔諾也演出了電視電影《冰上卡門》，並以此獲得艾美獎。然而，他想重返業餘賽場，再爭取一面奧運金牌。
1993年6月博伊塔諾遊說成功，國際滑冰總會引入「博伊塔諾條款」，讓職業運動員能轉回「業餘」或「合格」身分參賽。博伊塔諾在1990年代初期的努力見證了奧運的轉變，諸如網球與籃球等項目的職業運動員此後也能參加奧運。博伊塔諾終於恢復業餘身分，得以參加於挪威利勒哈默爾舉行的冬季奧運會。
博伊塔諾在1994年的美國錦標賽中，在短節目後取得領先，但在自由滑後以6–3判分輸給史考特·戴維斯。博伊塔諾列名美國奧運代表團，被認為是獎牌的有力爭奪者，但在短節目中空了三周半跳（這是他選手生涯第一次犯此失誤）。這個失誤使他掉到獎牌競爭圈之外，幸而自由滑表現不錯，最後列於第六名。
之後，博伊塔諾重拾職業身分。1996年，他被選入世界花式滑冰名人堂與美國花式滑冰名人堂。

## 娛樂事業
諷刺畫形象的博伊塔諾，以「超級英雄」的樣貌，作為半常規角色出現在動畫《南方公園》中，《南方公園劇場版》（1999）甚至有一首名為「布萊恩·博伊塔諾要做啥？」的歌。歌名戲仿自流行標語「耶穌要做啥？」。博伊塔諾也出現在作為《南方公園》原型的1995年耶誕節動畫《耶誕精神》中，片中男孩們遇到他比碰到耶穌或聖誕老人還興奮。
2009年8月23日美食頻道播出名為《布萊恩·博伊塔諾要煮啥？》的新節目，名稱與片頭曲顯然借自《南方公園劇場版》。節目形式為博伊塔諾做菜給朋友吃，並在第一季結束後續訂全十集的第二季。

## 私生活
博伊塔諾定居於舊金山。
2013年6月，俄羅斯公布了反同性戀法案，2014年索契冬奧因此遭到各界人士抵制。同年12月，博伊塔諾被任命為2014冬奧美國代表團成員，與此同時他出櫃。次年1月，博伊塔諾告訴美聯社記者，在代表團名單公布之前，他並無意公開自己的性向。

## 歷年節目
| 赛季      | 短節目                     | 自由滑                                | 表演                                         |
| --------- | -------------------------- | ------------------------------------- | -------------------------------------------- |
| 1993–1994 | 旋轉木馬圓舞曲             | 阿帕拉契之春/林肯肖像 阿隆·科普兰作曲 | Elegy For Harp And Strings Lee Holdridge作曲 |
| 1987–1988 | 滑冰者 贾科莫·梅耶贝尔作曲 | 默片拿破崙 卡邁·柯波拉作曲            | 劍俠唐璜 告訴我愛我瑪利亞（Parlami d'amore Mariu）                |

## 賽事成績
| 賽事        | 1977–78 | 1978–79 | 1979–80 | 1980–81 | 1981–82 | 1982–83 | 1983–84 | 1984–85 | 1985–86 | 1986–87 | 1987–88 | 1993–94 |
| ----------- | ------- | ------- | ------- | ------- | ------- | ------- | ------- | ------- | ------- | ------- | ------- | ------- |
| 冬季奧運會  |         |         |         |         |         |         | 5th     |         |         |         | 1st     | 6th     |
| 世錦賽      |         |         |         |         |         | 7th     | 6th     | 3rd     | 1st     | 2nd     | 1st     |         |
| 世青賽      | 3rd     |         |         |         |         |         |         |         |         |         |         |         |
| 美國錦標賽  |         |         |         |         | 4th     | 2nd     | 2nd     | 1st     | 1st     | 1st     | 1st     | 2nd     |
| 美國盃      |         |         |         |         | 3rd     |         | 1st     |         | 2nd     | 1st     |         | 2nd     |
| 加拿大盃    |         |         |         |         |         | 1st     |         |         |         |         | 2nd     |         |
| NHK盃       |         |         |         |         |         |         |         | 3rd     | 1st     |         |         |         |
| 霧迪盃      |         |         | 3rd     |         |         |         |         |         |         |         |         |         |
| St. Gervais |         |         | 3rd     |         |         |         |         |         |         |         |         |         |

## 延伸閱讀
- (PDF). Skate Canada. （原始内容 (PDF)存档于2010-11-22）.
- (PDF). Skate Canada. （原始内容 (PDF)存档于2008-04-08）.
- Beisteiner, Johanna: Art music in figure skating, synchronized swimming and rhythmic gymnastics / Kunstmusik in Eiskunstlauf, Synchronschwimmen und rhythmischer Gymnastik. PhD thesis by Johanna Beisteiner, Vienna 2005, (German). The PhD thesis contains an extensive description and analysis of Carmen on Ice (Chapter II/2, pages 105–162). Article about the PhD thesis of Johanna Beisteiner in the catalogue of the Austrian Library Network. 2005. (German and English)